# Nail Shop Paris
Nail Shop Paris (hangeul: 네일샵 파리스 , latinizzazione riveduta: Ne-ilsyap Pariseu) è una serie televisiva sudcoreana trasmessa su MBC QueeN dal 3 maggio al 28 giugno 2013.

## Trama
Hong Yeo-joo, aspirante scrittrice, decide di lavorare in un famoso nail shop parigino per superare il blocco dello scrittore e ambientare proprio nel nail shop il suo romanzo. Siccome il negozio assume solo uomini, in particolare ragazzi giovani dall'aspetto androgino, per realizzare il suo obiettivo Yeo-joo inizia a travestirsi da maschio, ritrovandosi a dover affrontare le sfide quotidiane per non essere scoperta dai suoi colleghi.

## Personaggi
- Hong Yeo-joo, interpretata da Gyuri.
- Alex/Kim Ji-hun, interpretato da Jun Ji-hoo.
- Kay/Kang Jong-hyuk, interpretato da Song Jae-rim.
- Jin, interpretato da Thunder.
- Woo-min, interpretato da Byun Woo-min.
- Geum Mi-rye, interpretata da Kim Chae-yun.
- Kim Ji-soo, interpretata da Han So-young.
- Hyun-woo, interpretato da Lee Seung-yub.
- Mi-hye, interpretata da Gil Eun-hye.
- Tae-hee, interpretata da Jung So-young.

## Colonna sonora
1. I Will Wait (기다릴 거에요) – Gyuri
2. Don't Say Anything (아무말도 하지마) – Lee Bong-goo
3. You In My Arms (그대여 내 품에) – Min Hoon-ki
4. I Will Wait (Inst.) (기다릴 거에요 (Inst.))
5. Don't Say Anything (Inst.) (아무말도 하지마 (Inst.))
6. You In My Arms (Inst.) (그대여 내 품에 (Inst.))

## Distribuzioni internazionali
| Paese    | Canale/i | Prima TV | Titolo adottato                                                                          |
| -------- | -------- | -------- | ---------------------------------------------------------------------------------------- |
| Giappone | DATV     |          | ネイルサロン・パリス 〜恋はゆび先から〜 (Nail Salon Paris - L'amore arriva dalle unghie) |